# Sloop John B
«Sloop John B» es una canción tradicional caribeña, que fue adaptada por Brian Wilson quién modificó algunos de sus versos, y la grabó para el álbum Pet Sounds de 1966, es la séptima canción del álbum por The Beach Boys. Titulada originalmente "The John B. Sails", la pieza fue tomada de la colección de canciones populares de Carl Sandburg de 1927.
Se publicó como sencillo en marzo de 1966 con "You're So Good to Me" en el lado B. Fue el sencillo más exitoso de Pet Sounds llegando al puesto n.º 3 en el Billboard y al n.º 2 en el Reino Unido.
"Sloop John B" está en el puesto n.º 271 en la lista de la revista Rolling Stone de las 500 mejores canciones de todos los tiempos.

## Influencia y arreglos
Antes de pensar en escribir su sencillo "Surfin'", el grupo bajo el nombre de Carl and the Passions había grabado algunas canciones como "Samoa", "Lone Survivor", "Barbie", "What is a Young Girl" y también, una versión de la canción "The John B. Sails".
La grabación de Kingston Trio de "The John B. Sails" de 1958 registrada bajo el título "The Wreck of the John B" fue la influencia directa para la versión de The Beach Boys. Al Jardine era un gran fanático de la música folk, sugirió a Brian Wilson hacer una versión de "Sloop John B". Como Jardine explica:

Brian estaba en el piano. Le pregunté si podía sentarme y mostrarle algo. Expuse el patrón de acordes de 'Sloop John B'. Le dije: '¿Recuerdas esta canción?' La toqué. Él dijo: "Yo no soy un gran fan de Kingston Trio. 'Él no estaba en la música folk. Pero no me di por vencido. Así que lo que hice fue sentarme y tocarla para él en el lenguaje de los Beach Boys. Pensé si yo le daba luz a la derecha, podría acabar creyendo en ello. Así hice algunas modificaciones para que sea un poco más interesante. La canción original es básicamente una sucesión de tres acordes y sabía que no iba a funcionar. Así que agregue algunos cambios menores, y estiré las posibilidades desde el punto de vista vocal. De todas formas, la toqué, me alejé del piano y nos fuimos de nuevo a trabajar. Al día siguiente, recibí una llamada telefónica para venir al estudio. Brian tocó la canción para mí, y me quedé asombrado. La fase de concepción de la canción se había completado en menos de 24 horas.
Al Jardine.

La canción está escrita en el tono La bemol mayor, Jardine cambió la progresión de acordes haciendo que el IV (D ♭ mayor) se mueva a su tonalidad relativa (B ♭ menor) antes de regresar a la tónica (A ♭ mayor), alterando una parte de la progresión de IV — I a IV — ii — I. Esto se escucha inmediatamente después de la parte que dice: "into a fight" y "leave me alone". Wilson eligió cambiar algunas líneas de la letra: "this is the worst trip since I've been born" a "this is the worst trip I've ever been on", "I feel so break up" a "I feel so broke up", y "broke into the people's trunk" a "broke in the captain's trunk". El cambio de la primera línea pudo haber sido un guiño a la subcultura psicodelia de los años 60.
El baterista de sesión Hal Blaine explicó sobre los arreglos de percusión en la canción:

Compases acentuados solo vinieron a mí. Es una forma de visualización de estar en ese barco ver las olas y las velas. Para mí todo es visual. Algo para estimular la sensación de estar en el océano. Ahora otros 16 compases queremos que sea grande, es una marea mas grande cariño. Y ahora estoy tocando 8 negras con dos tambores, que es uno de los trucos que siempre dije que pertenecía a los Beach Boys: un redoblante y un tom de piso. Se oían los altos del redoblante y los bajos del tom de piso.
Hal Blaine.

## Grabación
La pista instrumental fue grabada el 12 de julio de 1965 en Western Recorders, Hollywood, California, con Chuck Britz como ingeniero de sonido y bajo la producción de Brian Wilson. La parte instrumental de la canción tardo catorce tomas para lograr lo que Wilson quería producir. Se encontraban presentes en el día de la grabación instrumental: Hal Blaine en batería, Ron Swallow de pandereta, Lyle Ritz en contrabajo, Carol Kaye en el bajo eléctrico, Al Casey, Jerry Cole y Billy Strange en guitarras, Al De Lory en el órgano, Frank Capp el glockenspiel, Jay Migliori en el clarinete, Steve Douglas y Jim Horn en la flauta y Jack Nimitz en el saxo barítono. La pista vocal fue grabada el 22 de diciembre de 1965 en Western Recorders, Hollywood, California. La voz líder con el bajosexto fue grabado el 29 de diciembre de 1965 en Western Recorders, Hollywood, California. Armonías altas y voz principal fueron grabados en enero de 1966 en el mismo estudio.
Las pistas vocales se grabaron en más de tres sesiones. La primera sesión fue grabada el 22 de diciembre de 1965, en Western Recorders con la producción de Brian Wilson. La segunda sesión se produjo el 29 de diciembre para un nuevo vocalista. La tercera sesión fue grabada en enero de 1966 en el liderato de las armonías y voz alta de apoyo. La canción cuenta con cinco voces. Brian Wilson y Mike Love se presentan como las voces líderes, mientras que Al Jardine, Carl Wilson y Dennis Wilson hacen los coros. Brian utiliza la técnica de producción de doble seguimiento con su voz y la de Mike, una técnica que uso varias veces en Pet Sounds.
Jardine explicó que Wilson: "nos alineó uno a la vez para probar nuestras voces. Yo supuse que naturalmente volvería cantar la canción ya que había traído la idea. Era como una entrevista de trabajo. Era bastante divertido. A él no le gustó ninguna de nuestras voces. Mi voz tenía un enfoque mucho más melodioso. Por la radio, necesitábamos un enfoque más rock. Wilson y Mike terminaron cantándola". En la grabación final, Brian Wilson cantó el primer y tercer verso, mientras que Mike Love cantó el segundo verso.
Jardine sintetiza un poco la génesis de la canción de la siguiente forma:

Siendo adolescente en Hawthorne California, a todos nos hipnotizo el folk y la evolución de esa música que se dio a finales de los 50 y principios de los 60. Y apareció un trío increíble, el Kingston Trio. Quería compartir con los chicos mi alegría por ello. Y empece a tocar estas canciones de nuevo. Y cielos, recorde cosas viejas del Kingston Trio. Creí que debía ponerlo en su lenaguaje en una forma en la que él [Brian Wilson] lo entendiera, darle un poco de poder y hacerle algunos cambios como quitarle el ritmo folk y agregarle el ritmo de los Beach Boys... Al día siguiente tenía un arreglo, me sorprendió muchísimo. Obtuvo una canción muy buena. Claro que no me invitó a la sesión, lo que me pareció algo grosero pero lo perdone rápido porque tenía una racha. Lo estaba haciendo genial. Así que me alegre, vi que lo tenía controlado y lo supere.
Al Jardine.

## Publicaciones
El sencillo fue editado con "You're So Good to Me" como lado B, fue lanzado el 21 de marzo de 1966. Entró en el Billboard Hot 100 el 2 de abril, y alcanzó el puesto n.º 3 el 7 de mayo, estuvo en lista durante 11 semanas. Ganó puestos altos en todo el mundo, manteniéndose como uno de los éxitos más populares y memorables de The Beach Boys. Fue número uno en Alemania, Austria y Noruega -todos durante cinco semanas-, así como Suecia, Suiza, Países Bajos, Sudáfrica y Nueva Zelanda. Fue n.º 2 en el Reino Unido, Irlanda, Canadá, y en Record World. Fue el disco más rápido de vender de The Beach Boys hasta la fecha, moviendo más de medio millón de copias en menos de dos semanas luego de su publicación. En Italia alcanzó el puesto n.º 11. En Canadá alcanzó el puesto n.º 5 y exactamente lo mismo ocurrió en Suecia. Fue el corte más exitoso del álbum.
"Sloop John B" fue incluida en el mítico álbum de The Beach Boys Pet Sounds de 1966, poco más tarde la pista instrumental fue editada en Stack-O-Tracks de 1968, en Good Vibrations - Best of The Beach Boys de 1975, en el compilado 20 Golden Greats de 1976, en Sunshine Dream de 1982, en el álbum doble Made in U.S.A. de 1986, en el compilado inglés de 1990 Summer Dreams, en el exitoso box set Good Vibrations: Thirty Years of The Beach Boys de 1993, fue regrabada para el álbum de estudio Stars and Stripes, Vol. 1 de 1996 con Collin Raye, aspectos destacados de las sesiones de grabación se pueden escuchar en el box set The Pet Sounds Sessions de 1997, en la primera serie de The Greatest Hits - Volume 1: 20 Good Vibrations de 1999, en The Very Best of The Beach Boys de 2001, en el exitoso compilado de 2003 Sounds of Summer: The Very Best of The Beach Boys, en Platinum Collection: Sounds of Summer Edition de 2005, en Fifty Big Ones: Greatest Hits de 2012 y en Made in California de 2013.

### En vivo
La canción "Sloop John B" fue interpretada en muchos recitales, en el Reino Unido, en giras a Europa y Asia, etcétera. Existen tres registro oficiales de esta canción en álbumes en vivo, el primero es en Live in London de 1970, The Beach Boys in Concert de 1973 y en Good Timin': Live at Knebworth England 1980 (editado en el 2008).

## Contexto enPet Sounds
"Sloop John B" cierra el primer lado de Pet Sounds, comúnmente interpretado como un álbum conceptual, sentimental e introspectivo. Esta decisión se sostiene por muchos críticos como contradiciendo el flujo lírico del álbum, como el autor Jim Fusilli explica: "Es todo menos canción de amor reflexiva, una confesión cruda o una declaración de independencia como las otras canciones del álbum. Y es la única canción en Pet Sounds que Brian no escribió [totalmente]". Sin embargo, Fusilli postula que la canción se adapta musicalmente con el álbum, citando las guitarras de la pista, las campanadas, bajos y sus ritmos entrecortados.
Jim DeRogatis sugirió que la canción encaja en el álbum debido a su lírica "I want to go home", hecho reflejado en otras canciones con temáticas en torno a fugarse a un lugar más tranquilo, como por ejemplo lo son "Let's Go Away for Awhile" y "Caroline, No".

## Letra
La letra originalmente habla de que el protagonista viene con su abuelo en el balandro John B (barco), beben toda la noche y se pelean, luego cuando él está en el John B. Después, dice que quiere volver a casa porque está mal por la pelea con su abuelo, cuando está en el barco dice que el segundo oficial se emborrachó y le rompió el baúl al capitán y el alguacil se lo llevó, él se entristece y quiere volver a su hogar, finalmente termina repitiendo «déjame ir a casa, ¿Por qué no me dejas ir a casa?». Brian Wilson cambió tres versos de la canción tradicional, pero se mantiene el significado de la canción.

## Créditos
The Beach Boys
- Brian Wilson: voz líder
- Mike Love: voz líder
- Al Jardine: armonías
- Bruce Johnston: armonías
- Carl Wilson: armonías
- Dennis Wilson: armonías

Músicos de sesión
- Hal Blaine: Batería
- Ron Swallow: Pandereta
- Lyle Ritz: Contrabajo
- Carol Kaye: bajo eléctrico
- Al Casey: Guitarra
- Jerry Cole: Guitarra
- Billy Strange: guitarra de 12 cuerdas
- Al de Lory: Órgano
- Frank Capp: Glockenspiel
- Jay Migliori: Clarinete
- Steve Douglas: Flauta
- Jim Horn: Flauta
- Jack Nimitz: saxofón barítono

## Versiones
Esta versión de la canción fue grabada por diversos artistas, incluyendo: The Calypso Bandits, la banda de rock japonesa Ulfuls, Joseph Spence, Tom Fogerty, Roger Whittaker, Johnny Cash, Jimmie Rodgers, Jerry Jeff Walker, Dick Dale, Catch 22, The Ventures, Me First and the Gimme Gimmes, Relient K, Dan Zanes Okkervil River, The Weavers y Hull City manager Phil Brown.